# شون ريدج
شون ريدج (بالإنجليزية: Shawn Redhage)‏ مواليد 21 يناير 1981، هو لاعب كرة سلة أسترالي بدأ مسيرته الاحترافية في سنة 2004 يلعب في الدوري الأسترالي لكرة السلة ويحمل الرقم 42.

## روابط خارجية
- شون ريدج على موقع الاتحاد الدولي لكرة السلة (الإنجليزية)
- شون ريدج على موقع كرة السلة الأوروبية.كوم (الإنجليزية)
- شون ريدج على موقع كلية كرة السلة في سبورتس رفرنس.كوم (الإنجليزية)
- شون ريدج على موقع ريلجم (الإنجليزية)
- شون ريدج على موقع بروبوليرز (الإنجليزية)
- شون ريدج على موقع سبورتس رفرنس (الإنجليزية)
- شون ريدج على موقع أوليمبيديا (الإنجليزية)
- شون ريدج على موقع اللجنة الأولمبية الأسترالية (الإنجليزية)